# Vsebina, ki jo ustvarijo uporabniki
Vsebina, ki jo ustvarijo uporabniki (UGC), poznamo tudi kot  Consumer generated media|consumer-generated media (CGM) ali User created Content (UCC) nanaša pa se na številne vrste medijskih vsebin, ki so javno dostopne in napravljene s strani uporabnikov. 
Pojem brezplačne vsebine je bil bistven za medijski sektor desetletja. Potrošniki so bili pripravljeni sprejemati brezplačno vsebino preko reklamiranja na radiu in preko televizijskega oddajanja v zameno za oglaševanje.
Izraz se je začel splošno uporabljati v letu 2005, ko se je pojavil v spletnem oglaševanju in novih medijskih vsebinah. Izraža širjenje medijskih produktov skozi nove tehnologije ki so dostopni oz. dosegljivi splošnim uporabnikom. Eni izmed njih so digitalni video, bloganje, novice, opravljanje, raziskave, mobilne fotografije ter še nekateri. Dodatno k tem tehnologijam pa lahko UGC povezuje tudi kombinacije odprte kode, zastonjske programske opreme, fleksibilne licence ali druge dogovore, to pa predvsem zato, da bi se zmanjšale pregrade pri sodelovanju in raziskovanju.
Včasih lahko UGC ustvari le del spletne strani. Pri Amazon.com večino vsebine pripravijo administratorji, večino ocen različnih produktov pa izrazijo uporabniki sami.
UGC je v glavnem kontrolirana s strani administratorjev, saj se lahko le tako izognemo neprimerni vsebini in jeziku, kršenju avtorskega dela, hkrati pa administratorji poskrbijo, da določena tema ne izstopa od ostalih, ki se pojavljajo na določenem mestu.
Kljub vsemu pa je za objavo vsebine ni bilo potrebno plačati veliko ali pa celo ničesar. Kot rezultat so sedaj svetovni podatkovni centri polni exabajtov UGC-ja in v letu 2009 lahko to postane bolj odgovornost kot pridobitev.

## Splošne zahteve
Nastop vsebine napravljene s strani uporabnikov, nam označuje premik med nekaterimi medijskimi organizacijami, ki ustvarjajo ugodnosti za ne-medijske profesionalce oz. navadne uporabnike, ki nato svojo vsebino objavijo na bolj ali manj pomembnih spletnih straneh.
UGC je bila označena tudi kot pogovorni medij, kot nasprotje v celoti prodanim medijem dvajsetega stoletja. Pogovorni oz. dvosmerni medij je glavna značilnost tako imenovanega 2.0 web-a, ki vzpodbuja objavljanje vsebine posameznikov, hkrati pa omogoča komentarje drugih uporabnikov.
Vloga pasivnega občinstva se je spreminjala vseskozi od nastanka novega medija, vedno novi participativni uporabniki pa govorijo o prednostih interaktivnih priložnosti, še posebej na internetu, s pomočjo katerega nastaja neodvisna vsebina. Grass eksperimentiranje je ustvarilo inovacije v zvoku, umetnosti, tehniki in združenju občinstva, le to pa se uporablja v mainstream medijih. Aktivno in ustvarjalno občinstvo danes prevladuje v relativno dostopnih mediji, orodjih in aplikacijah, njihov pomen pa je vplivati na množične medije in korporacije hkrati pa tudi na globalno občinstvo.  
OECD je definirala tri centralne šole za UGC:
1. Zahteve objav: Medtem ko bi UGC lahko bila ustvarjena s strani uporabnikov in nikoli objavljena na internetu ali drugje, smo se mi skoncentrirali na delo ki je objavljeno v določenem kontekstu. To je mišljeno predvsem na javno dostopnih spletnih straneh ali na straneh socialnega druženja kot so strani namenjene le določeni skupini ljudi (študentom univerze). To je uporaben način kako izključiti e-mail, dvostransko sporazumevanje in podobno.
2. Kreativni trud: To pomeni da je določena količina kreativnega truda bila dana v ustvarjanje dela oz. v prilagajanje obstoječega s tem da se ustvari novo. (uporabniki morejo dodati svojo osebno vrednoto delu). UGC vsebuje pogosto povezovalni element k temu in sicer s pomočjo internetnih strani, ki jih uporabniki urejajo s pomočjo sodelovanja. Npr. kopiranje samo dela televizijskega programa in objavljanje le tega na internetni strani (aktivnost pogosto videna na UGC straneh), se ne šteje za UGC. V kolikor pa uporabnik objavi svoje fotografije, izrazi svoje mnenje v blogu ali pa npr. objavi svoj glasbeni video, pa to že lahko štejemo kot UGC. Še vedno pa je minimalno količino kreativnega truda težko definirati oz. je odvisna od samega konteksta.
3. Ustvarjalnost zunaj profesionalnih rutin in praks: Vsebina ki jo ustvarijo uporabniki je po navadi ustvarjena zunaj profesionalnih rutin in praks. Pogosto ne vsebuje institucionalnih ali pa komercialnih marketinških vsebin. V ekstremnih primerih je UGC lahko ustvarjena tudi s strani nestrokovnjakov, brez da bi ti pričakovali profit. Motivacijski faktorji vsebujejo: povezovanje z uporabniki, doseganje določenega nivoja slave, prestiž ali pa osebno izražanje.

Ali je lahko kopiranje in podajanje bližnjic tudi lahko ustvarjanje samo izražanja? Ustvarjanje bližnjic k določenemu delu ali kopiranje dela samega lahko prav tako motivira ustvarjalca, izraža njegov odnos do bližnjic in kopiranja. Digg.com, Stumbleupon.com, leaptag.com so odlični primeri kjer se takšne bližnjice do dela pojavljajo. Vrhunec takšnih povezav lahko zelo dobro identificira okuse posamezne osebe in jo naredi bolj edinstveno.

## Prilagajanje in prepoznavanje s pomočjo masovnih medijev
Leta 2006 je CNN zagnala CNN iReport , projekt ki bi prinesel novice, ustvarjene s strani uporabnikov na CNN. Njihova konkurenca Fox News Channel je zagnala podoben projekt z imenom uReport. To je bilo tipično za večino televizijskih organizacij, ki ustvarjajo novice in so se posebej po bombardiranju 7. julija začele zavedati, kako pomembno je lahko predvajanje takšnih novic, torej tistih, ki jih ustvari prebivalstvo. Sky News npr. pogosto izbira med slikami in videi izmed svojih gledalcev.
Leta 2009 je bila postavljena nova UGC spletna stran Scoopflash.com, ustvarjena pa je bila s strani avstralskega podjetja. Stran je namenjena dokumentiranju vsakdanjih dogodkov očividcev in velikih svetovnih dogodkov.
Vsebina, ki jo ustvarijo uporabniki, je bila izražena v Time magazine's 2006 dogodek oseba leta, v kateri je bila oseba leta tista oseba, ki je prispevala k vsebini, ustvarjeni s strani uporabnikov, kot je npr. objava na YouTubu ali Wikipediji.

## Različni tipi UCG-ja
- Pogovorne deske
- Blog
- Wikiji
- Socialno mreženje
- Strani z novicami
- Potovalni planerji
- Spomin
- Mobilne slike & videi
- Strani z deljenjem izkušenj ali fotografij
- Ostale spletne strani, ki ponujajo možnost uporabnikom, da delijo svoje znanje in  poznavanje s produktom ali izkušnjo
- Audio

## Pomembne internetne strani osnovane s pomočjo vsebine uporabnikov
| - Associated Content - Atom.com - Brickfish - CreateDebate - Dailymotion - Digg - eBay - Fark | - Epinions - Facebook - Flickr - Forelinksters - Friends Reunited - GiantBomb - Helium.com - HubPages - Justin.tv | - Mahalo - Metacafe - MySpace - Newgrounds - Orkut - OpenStreetMap - Picasa - Photobucket - PhoneZoo | - Revver - Scribd - Second Life - Shutterstock - Skyrock - Squidoo - TripAdvisor - The Politicus | - TypePad - Urban Dictionary - Veoh - Widgetbox - Wigix - Wikia - WikiMapia - Wikinvest | - Wikipedia - Wix.com - WordPress - Yelp - YouTube - YoYoGames |

## Druge povezave
- OECD study on the Participative Web: User Generated Content
- A Bigger Bang an overview of the UGC trend on the Web in 2006
- Packaged Goods Media vs. Conversational Media
- Engage or Die - the rise of User Generated Content Arhivirano 2010-01-15 na Wayback Machine.
- Most Comprehensive Mobile User Generated Content Platform Arhivirano 2009-07-20 na Wayback Machine.
- User Generated Content: Supporting a participative Information Society Arhivirano 2010-02-15 na Wayback Machine.